# 多耙紅擬雀鯛
多耙紅擬雀鯛（Rusichthys explicitus），為鱸形目鱸亞目擬雀鯛科的其中一種，分布於西印度洋阿曼海域，深度可達27公尺，體長可達5.2公分，為熱帶海水魚，棲息在底層水域，生活習性不明。

## 擴展閱讀
維基物種上的相關：多耙紅擬雀鯛